# Del mio meglio n. 3
Del mio meglio n. 3 — сборник итальянской певицы Мины, выпущенный в 1975 году на лейбле PDU.

## Об альбоме
Третий по счёту сборник серии «Del mio meglio». Туда были включены песни из альбомов, изданных с 1972 по 1974 годы. Только песни «Non gioco più» и «La scala buia» ранее издавались только как внеальбомные синглы.
Оформление альбома как и в предыдущие разы — греческий крест, фотографии Мины в смокинге, использованные для пластинки, были сделаны во время выступления певицы на программе «Milleluci».
Альбом был выпущен в Италии в марте 1975 года в различных форматах: LP, Stereo 8, кассета. Пластинка заняла четвёртое место в альбомом хит-параде. В том же году альбом был издан в Испании под названием Lo mejor de Mina. В 2001 году ремастеринговая версия альбома была переиздана на CD.

## Список композиций
| №  | Название                               | Автор(ы)                                | Длительность |
| -- | -------------------------------------- | --------------------------------------- | ------------ |
| 1. | «E poi…»                               | Андреа Ло Веккьо, Шел Шапиро            | 4:47         |
| 2. | «La pioggia di marzo (Aguas de março)» | Джорджо Калабрезе, Антониу Карлос Жобин | 3:40         |
| 3. | «Domenica sera»                        | Стефано Скандолара, Корадо Кастеллари   | 3:20         |
| 4. | «Bird Dog»                             | Будло Брайант, Фелис Брайант            | 2:26         |
| 5. | «Distanze»                             | Луиджи Альбертелли, Роберто Соффичи     | 4:39         |
| 6. | «Amore mio»                            | Джина Бассо, Бруно Канфора              | 3:40         |

| №                   | Название            | Автор(ы)                                              | Длительность |
| ------------------- | ------------------- | ----------------------------------------------------- | ------------ |
| 1.                  | «Non gioco più»     | Роберто Леричи, Джанни Феррио                         | 2:53         |
| 2.                  | «Fa' qualcosa»      | Альберто Теста, Вальтер Мальгони                      | 3:58         |
| 3.                  | «Mr. Blue»          | Дивейн Блэквелл                                       | 2:39         |
| 4.                  | «La scala buia»     | Риккардо Паццалья, Джанни Понкомпани, Франко Бракарди | 3:50         |
| 5.                  | «Mai prima»         | Франка Эванджелисти, Фабио Массимо Кантини            | 4:00         |
| 6.                  | «Amanti di valore»  | Франко Калифано, Карло Пес                            | 4:22         |
| Общая длительность: | Общая длительность: | Общая длительность:                                   | 44:14        |

## Чарты
| Чарт (1975)              | Высшая позиция | Недель в чарте |
| ------------------------ | -------------- | -------------- |
| Италия (Musica e dischi) | 4              | 30             |

| Чарт (1975)              | Позиция |
| ------------------------ | ------- |
| Италия (Musica e dischi) | 12      |